# Kaplica Matki Boskiej Szkaplerznej w Strzemieszycach Małych
Kaplica pw. Matki Boskiej Szkaplerznej w Dąbrowie Górniczej-Strzemieszycach Małych – ufundowana prawdopodobnie przez mieszkańców wsi Strzemieszyce Małe na przełomie XVIII i XIX wieku. Wybudowana z kamienia wapiennego, przykryta dachem dwuspadowym. Pierwotnie kryta była gontem i zakończona baniastą sygnaturką. Swój obecny wygląd zawdzięcza przebudowie po pożarze, który miał miejsce 19 kwietnia 1959. Przebudowano wtedy dach, zainstalowano dzwon oraz zamontowano instalację elektryczną. Ostatni generalny remont kaplicy wykonany został w 1962. W latach 1957–1968 pełniła funkcję kaplicy parafialnej parafii Matki Boskiej Szkaplerznej w Strzemieszycach Małych. 21 lutego 1967 modlił się w niej Agostino Casaroli. Katalog zabytków sztuki w Polsce jako obiekty ruchome znajdujące się w kaplicy wymienia: 3 feretrony i 2 krucyfiksy z przełomu XVIII i XIX wieku oraz rzeźbę św. Franciszka. 

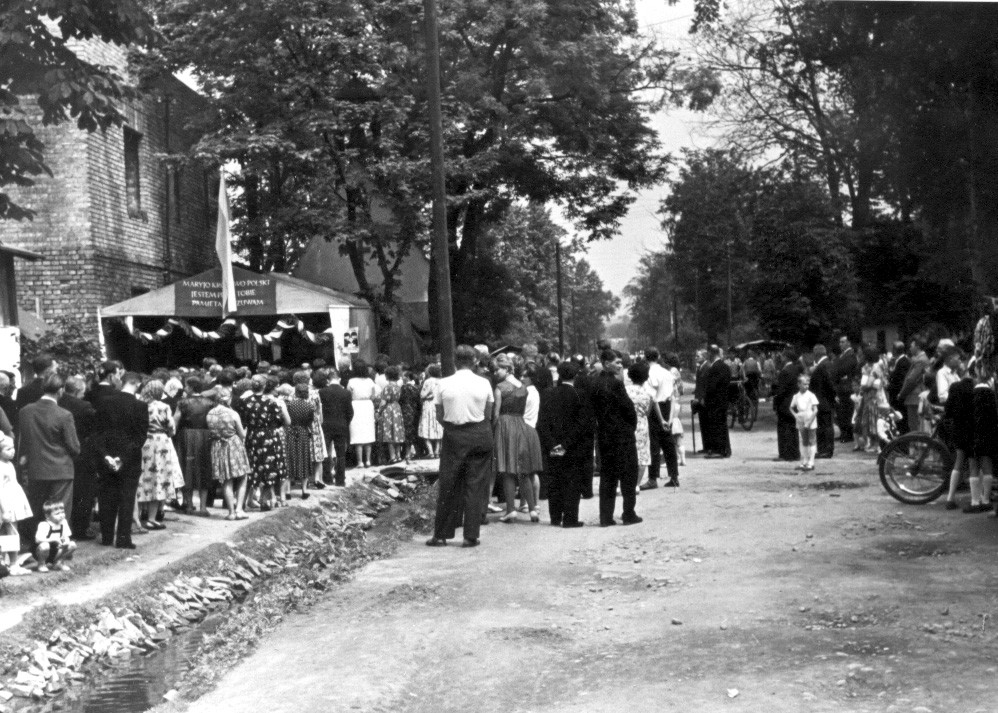
Uroczystości odpustowe przy kaplicy pw. Matki Boskiej Szkaplerznej w Strzemieszycach Małych, 1962 r.